# Mô hình phát triển Malthus
Mô hình phát triển Malthus, hay còn gọi là mô hình phát triển hàm mũ đơn giản, là một mô hình mô tả sự tăng trưởng của quần thể theo hàm mũ dựa trên sự bất biến của tỉ lệ của hệ số phức. Mô hình này được đặt theo tên của Thomas Malthus, tác giả cuốn An Essay on the Principle of Population, một trong những cuốn sách đầu tiên và có ảnh hưởng nhất về lĩnh vực quần thể.

## Công thức
{\displaystyle {P(t)=P_{0}e^{rt}}\!}
P0 = Quy mô quần thể ban đầu,
r = tốc độ tăng trưởng,
t = thời gian.

## Định luật hàm mũ
Theo ghi chú của Peter Turchin (Does population ecology have general laws?, 2001 và Complex Population Dynamics, 2003), mô hình này còn được gọi là Định luật hàm mũ và được dùng rộng rãi trong lĩnh vực sinh thái học dân số (population ecology) như là nguyên lý thứ nhất của động học dân số (population dynamics), với Malthus là nhà sáng lập.
Tuy nhiên, người ta thừa nhận rằng không có gì có thể phát triển với một tốc độ cố định mãi mãi (Cassell's Laws Of Nature, Giáo sư James Trefil, 2002 - Tham khảo 'exponential growth law') mà thực tế là sẽ phải có giai đoạn bão hòa hay suy giảm sự tăng trưởng. Và giáo sư Joel E. Cohen đã phát biểu rằng sự đơn giản của mô hình đưa ra chỉ hữu ích cho việc dự đoán trong khoảng thời gian ngắn, và không tốt nếu áp dụng cho khoảng thời gian ngoài tầm 10 hay 20 năm (How Many People Can The Earth Support, 1995). Nhà triết học Antony Flew - trong lời giới thiệu cho ấn bản đầu tiên của cuốn sách Malthus viết (xuất bản bởi Penguin Books) - đã viết rằng "có sự giống nhau về sự hạn chế nhất định" giữa định luật về dân số của Malthus với định luật cơ học của Newton.
Xem thêm "The Story Of A Number" của Eli Maor (1994), "What Evolution Is" của Ernst Mayr, (2001),"The Complete Idiot's Guide To Calculus" của W. Michael Kelly (2002) và "The Galilean turn in population ecology" của tác giả Mark Colyvan và Lev R. Ginzburg (2001).

## Quy luật 70
Quy luật 70 là một quy tắc theo kinh nghiệm (rule of thumb) hữu ích để giải thích khoảng thời gian tham gia vào mô tả sự tăng trưởng theo hàm mũ với hệ số không đổi. Ví dụ: nếu sự tăng trưởng được đo theo hằng năm với tỉ lệ tăng trưởng 1% thì sau mỗi 70 năm, dân số sẽ tăng gấp đôi. Nếu với tỉ lệ 2% thì dân số tăng gấp đôi sau mỗi 35 năm.
Con số 70 xuất phát từ quan sát rằng lôgarit tự nhiên của 2 là xấp xỉ 0.7, và nếu đem giá trị đó nhân với 100 ta được 70. Vậy để tìm ra thời gian cần thiết để tăng gấp đôi dân số, ta lấy 70/ tỷ lệ tăng trưởng hàng năm. n=70/tỷ lệ tăng trưởng bq hàng năm hoặc dùng ct tổng quát hơn.n=(ln(x)*100)/ tỷ lệ tăng trưởng bq hằng năm (với x là tỷ lệ tăng gấp đôi hoặc nhiều lần so với mốc)

## Mô hình phát triển hàm logit
Do sự hạn chế của mô hình phát triển Malthus, sau này người ta đã đề xuất ra một mô hình thực tiễn hơn và gọi là mô hình phát triển hàm Lôgit. Pierre Francois Verhulst lần đầu tiên xuất bản hàm phát triển lôgit vào năm 1838 sau khi đọc cuốn sách An Essay on the Principle of Population của Malthus. Benjamin Gompertz cũng đưa ra kết quả công việc mở rộng mô hình phát triển Malthus.